# Мнацаканян, Мхитар Эдвардович
Мхитар Эдуардович Мнацаканя́н (арм. Մխիթար Մնացականյան, 6 июня 1950, Севан) — депутат парламента Армении. Мастер спорта.
- 1967—1972 — лечебный факультет Ереванского государственного медицинского института. Врач. Награждён медалями «За безупречную службу» (1988), «Отличник здравоохранения СССР» (1990), «Отличник Красного Креста» (1997).
- 1980—1984 — институт руководящих работников МВД (г. Москва). Кандидат медицинских наук.
- 1972—1977 — работал хирургом, патологоанатомом, межрегиональным судебно-медицинским экспертом в Севане, Апаране, Арагаце.
- 1977—1985 — врач, заведующий медотделением ИТК МВД Армянской ССР.
- 1989—1994 — директор Центральной больницы МВД Армении.
- 1994—1995 — работал административным директором, а затем генеральным директором (с 1995) международного посттравматического реабилитационного центра «Красный Крест» (г. Ереван).
- С 1997 — президент федерации спортивной медицины Армении. Член государственной комиссии по проблемам инвалидов.
- С 1999 — почётный член Армянской национальной федерации карате-до.
- С 2001 — председатель армянского общества «Красный Крест» (г. Ереван).

Кандидат медицинских наук, награждён медалями «За безупречную службу», «Отличник здравоохранения СССР», Отличник Красного Креста
- 12 мая 2007 — избран депутатом парламента. Член постоянной комиссии по социальным вопросам, по вопросам здравоохранения и охраны природы.
- 6 декабря 2007—2009 — избран председателем по защите прав человека и общественным вопросам парламента Армении.
- 2009—2010 Министр труда и социальных вопросов

Женат имеет 2 детей и 3 внука.